# 高田静
高田 静（たかだ しずか、1996年6月21日 - ）は、日本の女子バスケットボール選手である。ポジションはガード。ニックネームはショウ。WリーグのENEOSサンフラワーズ所属。福島県出身。

## 来歴
山形市商業高校在学中、U18アジアカップ日本代表に選出される。
早稲田大学を経て、2019年4月、ENEOSサンフラワーズに加入。同年のユニバーシアード日本代表に選出。
2025年オフ、ENEOSを退団。

## 経歴
- 山形市商高 - 早稲田大 - ENEOS

## 日本代表歴
- 2014 U18アジアカップ
- 2019 ユニバーシアード